# Rehabilitatie (recht)
Rehabilitatie of eerherstel is een rechtshandeling waarbij een veroordeeld persoon of groep personen in zijn politieke en burgerlijke rechten hersteld wordt.

## Juridische rehabilitatie

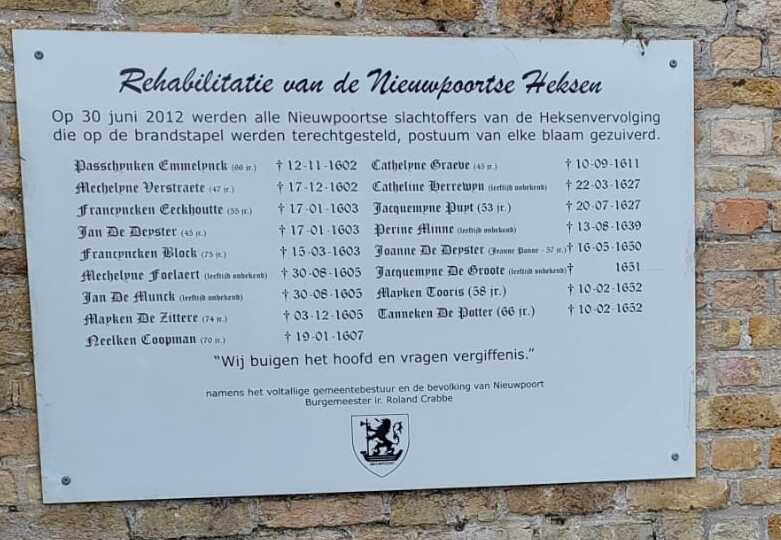
Bord over de rehabilitatie heksen in Nieuwpoort

Dit kan in een individueel geval, wanneer  nieuwe elementen naar voren gekomen zijn waaruit blijkt dat de persoon onschuldig was en onterecht veroordeeld werd. Dit kan ook collectief, zoals na een regimewissel, bijvoorbeeld tussen dictatuur en democratie, waarbij de tegenstanders en dissidenten van het gevallen regime gerehabiliteerd worden. Rehabilitatie na een - later erkende juridische dwaling - kan naargelang van de lokale wetgeving, gepaard gaan met schadevergoeding en teruggave van bijvoorbeeld aangeslagen bezittingen. In bepaalde gevallen is de rehabilitatie postuum, wanneer een foute veroordeling uit het verleden pas laat erkend wordt en het eerherstel aan hun nakomelingen toekomt.
Deze restitutie kan soms decennia aanslepen, zoals bij de slachtoffers van de holocaust waarbij meer dan 65 jaar na de feiten nog onterecht aangeslagen kunstwerken opduiken. In Spanje duurde het tot 2007, drieëndertig jaar na het einde van de dictatuur van Francisco Franco voor de slachtoffers van de uitzonderingsrechtbanken Rechtbank voor openbare orde en Bijzondere rechtbank voor de repressie van de vrijmetselarij en het communisme gedeeltelijk in eer hersteld werden. Wanneer de schade nauwelijks meer te herstellen is, zoals bij een onterechte terdoodveroordeling blijft eerherstel belangrijk voor de nakomelingen.
Rehabilitatie kan ook onder bepaalde voorwaarden wanneer een terecht veroordeelde zijn straf volledig uitgezeten heeft. In België moet een veroordeelde, na het uitzitten van zijn straf of het vereffenen van de boete, zelf "herstel in eer en rechten" aanvragen. Daarna kan hij een blanco strafregister krijgen en worden eventuele nieuwe feiten niet als recidive beschouwd.
Eerherstel verschilt van amnestie of gratie, waarbij verdiende straffen geheel of gedeeltelijk kwijtgescholden worden.

### Enkele bekende rehabilitaties
- Alfred Dreyfus (1859-1935), bekend van de Dreyfusaffaire, veroordeeld tot levenslang in 1895 en gerehabiliteerd in 1906
- Galileo Galilei (1564-1642), postuum in 1992 door de katholieke kerk gerehabiliteerd
- Wiedergutmachung aan de slachtoffers van de holocaust, het materiële aspect van de Vergangenheitsbewältigung

## Rehabilitatie in ruimere zin
De term rehabilitatie wordt ook in ruimere zin gebruikt binnen politieke partijen, (sport)verenigingen of kerken, wanneer een prominent lid dat om één of andere redenen in ongenade gevallen is na verloop van tijd of bij veranderende machtsverhoudingen, intern weer in ere hersteld wordt, zonder tussenkomst van een rechtsinstantie. Binnen autocratische regimes is niet altijd even duidelijk of het om een juridische of interne rehabilitatie gaat wegens het gebrek aan scheiding tussen de rechterlijke en de uitvoerende macht en de veel voorkomende schijnprocessen.